# Gorna Rosița, Gabrovo
Gorna Rosița (în bulgară Горна Росица) este un sat în comuna Sevlievo, regiunea Gabrovo,  Bulgaria. 

## Demografie
Componența etnică a satului Gorna Rosița
     Romi (1,87%)
     Turci (1,15%)
     Bulgari (93,93%)
     Nicio identificare (3,03%)
La recensământul din 2011, populația satului Gorna Rosița era de 693 locuitori. Din punct de vedere etnic, majoritatea locuitorilor (93,93%) erau bulgari, existând și minorități de romi (1,87%) și turci (1,15%). Pentru 3,03% din locuitori nu este cunoscută apartenența etnică.